# Romy Beer
Romy Beer (* 14. Januar 1981 in Dohna, Kreis Pirna) ist eine ehemalige deutsche Biathletin.

## Werdegang
Romy Beer ist die Tochter des erfolgreichen Biathleten Manfred Beer und der früheren DDR-Meisterin in der Sportakrobatik Heidi Beer sowie Schwester von Katja Wüstenfeld. Die Polizeimeisterin lebt in Zinnwald, ist an der Bundespolizeisportschule Bad Endorf stationiert und startet für den SSV Altenberg. Ihre Trainer sind Willfried Bock und Frank Püschel.
2000 startete Beer erstmals bei Juniorenweltmeisterschaften. In Hochfilzen wurde sie Neunte im Einzel. Im folgenden Jahr in Chanty-Mansijsk gewann sie den Sprint, wurde in der Verfolgung hinter Jenny Adler Zweite und gewann mit der Staffel Bronze. 2003 startete sie erstmals bei den Europameisterschaften in Forni Avoltri. Bei der EM 2004 in Minsk wurde Beer Vierte im Einzel und gewann Bronze mit der Staffel, zu der auch Sabrina Buchholz gehörte. Ein weiteres Mal trat sie 2006 in Langdorf an.

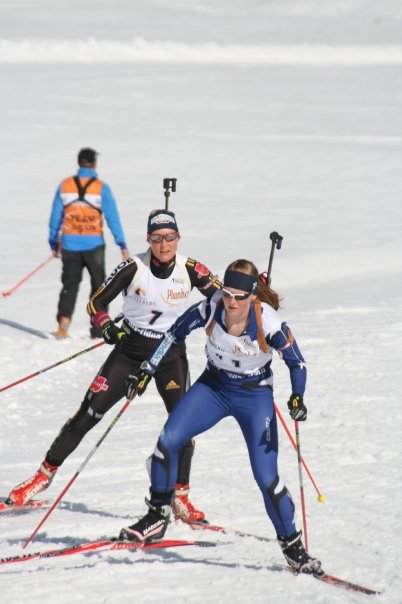
Beer hinter Amanda Lightfoot beim IBU-Cup 2009 in Ridnaun

2001 startete Beer erstmals in Ridnaun im Europacup und wurde Zweite im Sprint. 2002 debütierte sie in Antholz beim Biathlon-Weltcup bei einem Staffelrennen, das sie mit Buchholz, ihrer Schwester Katja und Peggy Wagenführ bestritt. In den folgenden Saisons wechselte sie mehrfach zwischen dem Weltcup- und dem Europacup-Team. Im Europacup gewann sie zwei Rennen, 2005 ein Einzel in Obertilliach sowie 2005 eine Staffel in Méribel. Größter Erfolg im Weltcup war ein 14. Platz 2002 in Östersund sowie ein zweiter Platz mit der Staffel in Antholz.
Am 19. Mai 2009 zog sich Beer beim Radtraining mit Teamkollegin Anne Preußler schwere Verletzungen zu, als sie auf nasser und glatter Straße nach einer Bremsung kopfüber in den Straßengraben stürzte. Mit einem gesplitterten Halswirbel, einem gebrochenen Brustwirbel und einer Quetschung an der Halsschlagader wurde sie ins Krankenhaus eingeliefert. Laut Trainer Frank Püschel hatte sie „noch großes Glück. […] Es sah schlimm aus. Wir sind froh, dass sie noch am Leben ist und auch nicht im Rollstuhl sitzen muss.“ Nach einem schweren Wadenbeinbruch, den sie sich 2004 bei Frank Lucks Abschiedsrennen zugezogen hatte, musste sie schon einmal lange pausieren. Im Jahr 2006 war sie nach einer Operation aufgrund eines Knorpelschadens am Sprunggelenk ebenfalls einige Wochen ausgefallen. Nach sieben Wochen Rehabilitation begann sie im September 2009 wieder mit dem Training und nahm Anfang Dezember in Obertilliach an den ersten Qualifikationsrennen für den IBU-Cup teil.  2010 trat sie vom Leistungssport zurück.

## Biathlon-Weltcup-Platzierungen
| Platzierung                    | Einzel | Sprint | Verfolgung | Massenstart | Staffel | Gesamt |
| ------------------------------ | ------ | ------ | ---------- | ----------- | ------- | ------ |
| 1. Platz                       |        |        |            |             |         |        |
| 2. Platz                       |        |        |            |             | 1       | 1      |
| 3. Platz                       |        |        |            |             |         |        |
| Top 10                         |        |        |            |             | 2       | 2      |
| Punkteränge                    |        | 2      | 1          |             | 2       | 5      |
| Starts                         | 1      | 4      | 3          |             | 2       | 10     |
| Stand: nach der Saison 2007/08 |        |        |            |             |         |        |